# 哈比·比連特
哈比·穆罕默德·比連特（Habib Mohamed Bellaïd，1986年3月28日—）出生於法國波比尼，阿爾及利亞籍突尼西亞裔足球員，司職後衛，現效力德甲球會法蘭克福。

## 足球生涯

### 早年
比連特在本土球會紅星93展開其足球生涯。這名年青球員在效力紅星期間曾和現時的阿仙奴球星戴亞比為隊長。1999年，他參加卡拉利方亭青年軍。在那裡，他和戴亞比、賓艾化，法迪等人一起操練，他會在平日訓練，在周末為紅星比賽。離開卡拉利方亭後，他加盟斯特拉斯堡。

### 斯特拉斯堡
比連特於2002年加盟斯特拉斯堡，並在青年軍證明自己的能力。他是斯特拉斯堡青年隊球員之一，他助球隊闖入2003年甘巴德拉盃決賽，惜在決賽以1:4大敗雷恩。他在2004年11月9日首次亮相一隊，在法國聯賽盃對特魯瓦擔任正選左閘。斯特拉斯堡在該仗贏3:1，後來更捧盃而回，這場賽事是比連特在本球季唯一的上陣。
比連特在2005/06球季正式晉身一隊。2005年9月17日首次出戰法甲對朗斯，他在70分鐘後備入替，該仗兩軍賽和1:1。他成功在球隊站穩陣腳，在球季其餘賽事成為球隊正選。他在2005/06球季歐洲足協盃作客奧林匹高球場面對羅馬時取得首個國際賽入球，這球亦是該季唯一一個入球。不幸地，由於斯特拉斯堡需分心歐洲賽，以致無法專心聯賽，在2005/06球季排尾二降班收場。接著的球季，斯特拉斯堡重返甲組，而比連特上陣31場射入2球。2007/08球季，比許特上佳的表現，獲得多間球會垂青，包括意大利球會羅馬和西班牙班霸皇家馬德里。由於球會再次降班，比連特希望另謀高就。

### 法蘭克福
2008年7月4日，斯特拉斯堡和法蘭克福就比連特轉會達成協議。法蘭克福為比連特提供4連台約，轉會費達250萬鎊。他獲分配19號球衣，在聯賽開鑼戰對哈化柏林首次代表球隊，但該仗法蘭克福不敵對手0:2。比連特在德甲共上陣22場。

### 重返斯特拉斯堡
2009年8月31日，該名法國後衛離開法蘭克福，以租借形式重返斯特拉斯堡效力，直至季尾。

### 外借至布羅尼
在斯特拉斯堡效力半年後，球會在未知會法蘭克福下，將他借到升班馬布羅尼，但法蘭克福後來接納此項轉會。

## 國家隊
比連特從小便是法國青年隊球員，在U15已獲得法國青年隊喼帽，直至U21。據FIFA，他有權選擇效力突尼西亞國家隊和阿爾及利亞國家隊。
2010年5月4日，比連特獲阿爾及利亞徵召參加2010年世界盃賽前集訓。他在2010年5月28日首次亮相國家隊，在友賽對愛爾蘭時正選上陣，但他並沒有為球隊在決賽週上陣過一場。

## 外部連結
- Eintracht Frankfurt Website Profile[永久] （德文）
- LFP Profile （法文）